# Данкерк (Мериленд)
Данкерк (енгл. Dunkirk) насељено је место без административног статуса у америчкој савезној држави Мериленд.

## Демографија
По попису из 2010. године број становника је 2.520, што је 157 (6,6%) становника више него 2000. године.
| Група             | 2000.         | 2010.         |
| Белци             | 2.152 (91,1%) | 2.186 (86,7%) |
| Афроамериканци    | 141 (6,0%)    | 149 (5,9%)    |
| Азијати           | 24 (1,0%)     | 45 (1,8%)     |
| Хиспаноамериканци | 20 (0,8%)     | 65 (2,6%)     |
| Укупно            | 2.363         | 2.520         |